# フレデリック・ジェフスキー

フレデリック・ジェフスキー

フレデリック・アンソニー・ジェフスキー（Frederic Anthony Rzewski、1938年4月13日 - 2021年6月26日）は、アメリカ合衆国の作曲家・ピアニスト。ポーランド系。

## 略歴
マサチューセッツ州ウェストフィールドで薬屋の息子として生まれ、5歳からピアノを弾き始める。フィリップス・アカデミーで学び、ハーヴァード大学とプリンストン大学にてヴァージル・トムソン、ロジャー・セッションズ、ウォルター・ピストンらに師事。1960年にイタリアに留学してルイジ・ダッラピッコラに師事したのに加えて、現代ピアノ音楽の演奏者として活動開始。1962年10月10日には、パレルモにてカールハインツ・シュトックハウゼンの≪ピアノ曲X Klavierstuck X≫を初演している。また、しばしば即興演奏も行なった。数年後には「ムジカ・エレットロニカ・ヴィーヴァ」の共同創設者に名を連ねる。同団体は、電子楽器の生演奏と、集団による共同制作による手続きが特徴的であった。
1960年代初頭以来、ジェフスキーは国際的な現代音楽シーンの主要人物であり、そのキャリアと数多くの作品は安易な区分を拒絶している。1969年、管理された偶然性の要素を取り込んだミニマル・ミュージック作品≪パニュルジュの羊 Les Moutons de Panurge≫を発表。これは不特定の旋律楽器群のための作品で、65の音符からなる旋律の構成音それぞれの上に番号がふられ、それらを一定の規則にしたがって演奏するというもの。演奏者は間違えるとその箇所から弾き直しを行うように指示されており、意図せざる間違いが旋律のずれになり、そこから音のモアレが生まれる。パニュルジュとは、フランソワ・ラブレーの『ガルガンチュアとパンタグリュエル物語』に出てくる登場人物であり、「パニュルジュの羊」は同物語第4の書のエピソードで、付和雷同する者のことを指す。
1971年にアメリカへ帰国。1977年にリエージュ・ベルギー王立音楽院作曲科教授に就任。その後、短期間イェール大学、カリフォルニア芸術大学、カリフォルニア大学サンディエゴ校、シンシナティ大学、ハーグ王立音楽院、トリニティ音楽院(ロンドン)など国内外の音楽学校や大学でも教鞭を執った。晩年はかつての留学先のイタリアに居住していた。トスカーナ州マリアーノ・イン・トスカーナのモンティアーノで心臓発作により亡くなり、同地の墓地に埋葬された。

## 政治と即興
ジェフスキー作品のほとんどは、あからさまに政治的で、即興的な要素が目立っている。ジェフスキーがマルクス主義者であることは異論を俟たない。比較的よく知られた作品のひとつに、≪「不屈の民」変奏曲 The People United Will Never Be Defeated! ≫（政治闘争歌 "¡El pueblo unido, jamás será vencido!" による36の変奏曲、演奏の難度においてベートーヴェンの≪ディアベリ変奏曲≫に結びつく華麗なピアノ曲集）や、1971年のアッティカ刑務所暴動の際の、同刑務所服役囚からの手紙に曲付けした≪カミング・トゥゲザー Coming Together ≫、≪ノース・アメリカン・バラード North American Ballads≫、≪石油価格 The Price of Oil ≫、≪限りない空間の静けさ Le Silence des Espaces Infinis≫がある。≪アンティゴネー神話 Antigone-Legende ≫は、アメリカの政策に反対の意思表明をしたものであり、1986年4月の初演は、作曲者にとっても突然で驚いたことに、米軍のリビア爆撃の当夜であったという。
ジェフスキーの作曲家としての姿勢、とりわけ社会参加のあり方は高橋悠治と水牛楽団の活動と平行していた。≪「不屈の民」変奏曲≫は、かつての高橋自身が得意とするレパートリーのひとつであった。作曲活動とピアノ演奏は定期的に行われ、世界中でライブを行い続けており、70歳を過ぎてもピアノの腕前はなくなるまで健在で過去作の音源化も盛んにおこなわれた。かつては全音楽譜出版社(日本)、フロッグピーク出版社(アメリカ)、アデッソ出版社(スイス)から作品を出版していたものの、後年のジェフスキーは「コピーレフト」の考えを表明し、ほかの作品の大部分を国際楽譜ライブラリープロジェクトで無料公開している。

## 1990年代以後
ソ連とその衛星国の共産政権が崩壊した後、ジェフスキーは表立った政治的な活動を題名には反映させつつ、12音組織から全ての音程を引き出すテクニックに固執しだし、演奏家集団による過激な即興演奏は影をひそめるようになった。
「一日のうちに全て聴くことのできないピアノ作品……あるいはピアノのための長編小説だ」と本人も語った「ピアニストのための道」はパート7でいったん終止線が引かれ、エピローグも付された。この時点で全曲が5時間を越えると言われた。その後パート8と題される続編が新たに書かれたが、このパートのみで3時間を越える。こうして世界で最も長いピアノのための作品は2003年に完成。実現不可能と目された全曲世界初演は、ロンドンで作曲者を含む複数のピアニストたちによって10時間かけて2006年5月8日に行われた。ピアニストはピアノを弾くほかさまざまな演劇的動作を行う必要があり、かつての即興グループにいたころの身体性を部分的には参照していた。
1990年代以後は「ピアノのための『ソナタ』」、「管弦楽のための『ポケット交響曲』」、「ピアノと管弦楽のための『ピアノ協奏曲』(2013)」、「ピアノと管弦楽のための『犬の生活』」、「ピアノのための『夢』」などといった19世紀的な題名を採用する事が多くなり、調性音楽への傾斜は明らかであった。